# Amazing Red
Jonathan Figueroa (Cayey, Porto Rico, 26 de abril de 1982) é um lutador profissional de Wrestling norte-americano, mais conhecido como Amazing Red ou simplesmente Red. Trabalhou em duas oprtunidades na Total Nonstop Action Wrestling (TNA).

## No wrestling

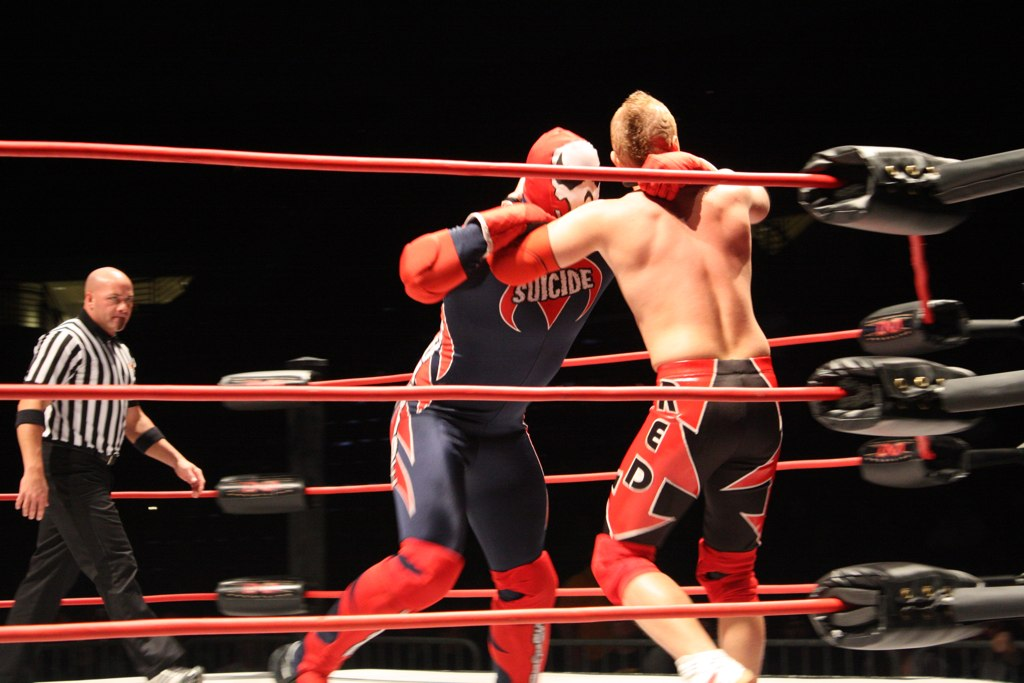
Red num combate com Suicide.

Finishing moves
- 718[1] (Tiger feint kick)
- Code Red[1][2] (Leg trap sunset flip powerbomb, sometimes from the top rope)[1]
- Infrared[1] (540° corkscrew senton bomb, sometimes onto a standing opponent)
- Red Eye[3] (TNA) / Red Alert[1] (Circuito independente) (Diving swinging reverse STO, sometimes while springboarding)[4]
- Red Star Press[1] (Standing or a running shooting star press)

Signature moves
- Brainbuster
- Brain Damage[1] (Victory roll flipped forward into a modified wheelbarrow facebuster, as a wheelbarrow bodyscissors counter)
- Bulldog, as a wheelbarrow bodyscissors counter
- Cartwheel into an over the top rope corkscrew moonsault
- Diving clothesline
- Hurricanrana driver[4][5]
- Jumping corkscrew roundhouse kick
- Red Edge[1] (Running sitout one shoulder powerbomb)
- Red Eye[1]  (Jumping side slam twisted into a sitout side facebuster)
- Red Fusion[1] (Corkscrew 450° splash)
- Red Spike[1] (Back to belly piledriver)
- Satellite DDT[1] (Tilt-a-whirl headscissors takedown twisted into a DDT)
- Seeing Red[1] (Red lifts the opponent with a hip toss, lands them on their feet and then hits them with a full nelson facebuster)
- Spinning enzuigiri[4]
- Standing or a running spinning wheel kick

Managers
- Alexis Laree[6]
- Don West

Músicas de entrada
- "Detached" por Spineshank[7]
- "It's Going Down" por The X-Ecutioners apresentado por Linkin Park[7]
- "Rock Superstar" por Cypress Hill[7]
- "Let It Bang" por The X-Ecutioners apresentado por M.O.P.[7]
- "Perfect Cell (Techno Remix)" por Dragon Ball Z[7]
- "Red Remix" por Toxic[7]

## Campeonatos e prêmios
East Coast Wrestling Association
- ECWA Heavyweight Championship (2 vezes)[8]

Impact Championship Wrestling
- ICW Heavyweight Championship (1 vez)[1]

Maryland Championship Wrestling
- MCW Cruiserweight Championship (1 vez)[9]

New York Wrestling Connection
- NYWC Interstate Championship (1 vez)[1]

Premier Wrestling Federation
- PWF Junior Heavyweight Championship (2 vezes)[1]

Ring of Honor
- ROH Tag Team Championship (1 vez) - com A.J. Styles[10]

Total Nonstop Action Wrestling
- NWA World Tag Team Championship (1 vez) - com Jerry Lynn[11]
- TNA X Division Championship (2 vezes)[12]

United Xtreme Wrestling / USA Pro Wrestling
- UXW/USA Pro United States Championship (2 vezes)[12]

Unreal Championship Wrestling
- UCW Heavyweight Championship (1 vez)

Outros títulos
- HWVY Junior Heavyweight Championship (1 vez)